# Лакі Ідахор
Ла́кі І́сі Ідахо́р (англ. Lucky Issy Idahor, 30 серпня 1980, Бенін-Сіті, Нігерія) — нігерійський футболіст, нападник, колишній гравець збірної Нігерії. Старший брат колишнього футболіста збірної Нігерії Ендуранса Ідахора.

## Біографія
Народився 30 серпня 1980 року в Бенін-Сіті, Нігерія. На професійному рівні почав грати у 1999 році у складі «Плато Юнайтед». У 2000 році був куплений «Націонале», але в тому ж році перейшов до «Динамо» (Київ), проте втриматися в основному складі не зміг і у 2003 році був змушений переходити до «Ворскли». Там, а також в «Інтері» (Баку) та «Карпатах» теж не зміг повноцінно заграти. Закріпитися і стати лідером команди вдалося лише у «Таврії», в якій грав з лютого 2007 року до осені 2011 року. У 2012 році перейшов до луганської «Зорі».

### Збірна
Провів 2 матчі за національну збірну Нігерії.

## Досягнення
- Чемпіон України (2): 2001, 2003.
- Володар Кубка України (2): 2003, 2010

## Статистика
| Сезон     | Клуб                   | Матчі | Голи |
| --------- | ---------------------- | ----- | ---- |
| 2000-2001 | Динамо-2 (Київ)        | 16    | 5    |
| 2001-2002 | «Динамо» (Київ)        | 19    | 5    |
| 2001-2002 | Динамо-2               | 14    | 2    |
| 2002-2003 | «Динамо» (Київ)        | 8     | 0    |
| 2002-2003 | Динамо-2               | 18    | 3    |
| 2003-2004 | «Ворскла» (Полтава)    | 14    | 5    |
| 2004-2005 | «Інтер» (Баку)         | 0     | 0    |
| 2005-2006 | «Інтер» (Баку)         | 19    | 5    |
| 2006-2007 | «Карпати» (Львів)      | 10    | 0    |
| 2006-2007 | «Таврія» (Сімферополь) | 11    | 5    |
| 2007-2008 | «Таврія» (Сімферополь) | 30    | 7    |
| 2008-2009 | «Таврія» (Сімферополь) | 26    | 7    |
| 2009-2010 | «Таврія» (Сімферополь) | 25    | 5    |
| 2010-2011 | «Таврія» (Сімферополь) | 30    | 13   |
| 2011-2012 | «Таврія» (Сімферополь) | 10    | 1    |